# Soultans
Soultans, auch The Soultans, ist ein seit 1995 bestehendes R&B- und Soul-Gesangstrio.

## Karriere
Femi Oladeji (Gesang), Scott Winter (Gesang bis 1999) und der Amerikaner Marvin Broadie (Gesang bis 1999) waren 1995 die Sänger bei der Gründung der Band in London.
Mit Can’t Take My Hands off You und der Coverversion des Motown-Klassikers I Heard It Through the Grapevine hatte die Band im Jahr 1996 zwei Titel mit Platzierungen in den Top 20 mehrerer europäischer Charts. Die britisch-amerikanischstämmige, aber in Deutschland ansässige Gruppe veröffentlichte ihr Debütalbum Love, Sweat and Tears im Frühjahr 1997 beim deutschen Label Coconut Records.
1999 wechselten zwei der drei Mitglieder. Neben Femi Olakeji aus der Ursprungsbesetzung kamen Danny Campell aus London und Johan van Rooy aus den Niederlanden zu den Soultans. Diese Besetzung veröffentlichte 2001 das Album Tribute to Soul bei BMG.
Ebenfalls 2001 nahmen die Soultans mit Set Me Free, einem Song des Autoren-Duos Tony Hendrik und Karin van Haaren (Haddaway), am deutschen Vorentscheid zum Eurovision Song Contest in Hannover teil, kam aber nicht über die Vorrunde hinaus.
In den folgenden Jahren wurden hauptsächlich Kompilationen veröffentlicht. Ab 2002 waren neben Femi Olakeji die beiden Sänger Sascha van Haasen und Mike Marshall Mitglieder der Soultans.

## Diskografie

### Studioalben
- 1997: Love, Sweat and Tears
- 1998: Take Off
- 2001: Tribute to Soul

### Kompilationen
- 2002: Greatest Hits
- 2005: Hit Collection 1: The Best of the Soultans
- 2005: Hit Collection 2: Classics
- 2005: Can’t Take My Hands off You
- 2006: Soul Gold
- 2007: The Very Best of Soultans

### Singles
- 1996: Can’t Take My Hands off You
- 1996: I Heard It Through the Grapevine
- 1997: I Know
- 1997: Every Little Move
- 1997: Rhythm of Love
- 1998: Get Ready
- 1998: A Piece of Heaven
- 2000: Kiss and Say Goodbye
- 2001: Set Me Free
- 2002: Don’t Leave Me This Way (feat. Thelma Houston)